# Lovinac (Poličnik)
Lovinac je naselje u sastavu Općine Poličnik, u Zadarskoj županiji.

## Povijest
1943. godine sredinom listopada ubijeno je streljanjem 6 njemačkih vojnika i ustaša u mjestu; ispred crkvice Svetog Luke, pokopani su ostaci 6 ubijenih njemačkih vojnika, dok su ustašu iz Dračevca Ninskog odnijeli sumještani i pokopali ga u svom mjestu.[nedostaje izvor]

## Stanovništvo
Prema popisu iz 2011. naselje je imalo 278 stanovnika.
| broj stanovnika |       |       | 169   | 177   | 179   | 219   | 200   |       | 383   | 435   | 439   | 504   | 470   | 617   | 430   | 278   | 290   |
|                 | 1857. | 1869. | 1880. | 1890. | 1900. | 1910. | 1921. | 1931. | 1948. | 1953. | 1961. | 1971. | 1981. | 1991. | 2001. | 2011. | 2021. |